# Руссов, Степан Васильевич
Степа́н Васи́льевич Ру́ссов (1768—1842) — русский историк, поэт, филолог, член Российской академии (1835), почётный член Петербургской АН (1841).

## Биография
Родился 1 (12) июля 1768 года в селе Репнино (Сухиненки) Калужской губернии в семье пономаря.
Учился он сначала в Калужской семинарии, в сентябре 1784 года поступил в Троицкую семинарию. В 1786 году был отправлен в Петербург для приготовления к профессии учителя народных училищ и 22 сентября того же года был направлен учителем в только что открывшееся пензенское Главное народное училище.
Через 7 лет его преподавательская деятельность прекратилась, 4 мая 1793 года он был переведён в пензенскую казённую палату на должность бухгалтера «для установления бухгалтерии по казённым винокуренным заводам»; через год произведён в коллежские бухгалтеры.
В 1797 году, 23 января, он был переведён в Петербург — в апелляционный департамент Сената и одновременно в канцелярию генерал-прокурора; 10 апреля того же года пожалован в губернские секретари, а 6 декабря 1798 года — в титулярные советники. В апреле—июле 1799 года был директором Курских народных училищ, а 15 июля был возвращён в канцелярию генерал-прокурора. С декабря 1800 года — секретарь в провиантской экспедиции Военной коллегии, где получил чин надворного советника. На этом месте службы Руссов был отдан под суд; во время суда трудился в конторе Российско-Американской Компании у И. А. Голикова.
В январе 1806 года вернулся на государственную службу: сначала был определён секретарём общего собрания Сената, а 8 октября назначен прокурором Волынской губернии; 22 октября 1808 года переведён на должность обер-секретаря 7-го департамента Сената (в Москве). В 1811 году ему был пожалован орден Святого Владимира 4-й степени.
Во время войны в 1812 году он был отправлен с делами Сената сначала в Нижний Новгород, а потом в Казань.
В 1815 году один из его подчинённых, Павел Леонтьевич Пучков, совершил в судебном деле подлог в фактах, вследствие чего Руссов (вместе с Пучковым) был отдан под суд. Дело кончилось в 1819 году по указу Александра I, который разрешил допустить Руссова «к определению паки на службу». Однако тот отказался от службы, хотя прежде и очень добивался этого. Долго путешествовал по Европе, а возвратившись в Россию, посвятил все свои досуги литературе.
Скончался в Петербурге 20 марта (1 апреля) 1842 года, на 74-м году жизни и был погребён на Волковском православном кладбище. Могила утрачена.

## Творчество
По примеру многих писателей своего времени, Руссов начал со стихосложения. Из всех известных до сего времени его произведений должна быть поставлена на первом месте его «Ода Государю Императору Павлу Петровичу на… день… восшествия Его… на престол 1797 г., ноября 6-го числа» (СПб., 1797). Эта ода была вторично напечатана М. И. Семевским в сборнике «Осмнадцатый век» (1869. Кн. 4-я. — С. 476—488); издатель в предисловии отметил, что писатель воспользовался богатым материалом «грубо, аляповато, бездарно и без всякого разбора». Автор статьи о Руссове в «Русском биографическом словаре» А. В. Смирнов утверждал:

Руссова нельзя признать поэтом, — это был приличный стихослагатель, каких в то время было очень много.
Результатом пребывания Руссова в Житомире на должности прокурора Волынской губернии явились «Волынские записки» (СПб., 1809), напечатанные, по ходатайству генерал-прокурора Сената князя П. В. Лопухина, на счёт сумм Кабинета Его Императорского Величества.
Около 1810 года Руссов был избран членом Общества истории и древностей Российских; во время пребывания Сената в Казани (когда Москва ещё восстанавливалась после пожара 1812 года) избран в 1814 году членом Казанского Общества любителей отечественной словесности.
Как писатель Руссов был очень плодовит; он сотрудничал с очень многими периодическими изданиями своего времени: «Отечественными записками» (в период П. П. Свиньина), «Северным архивом», «Сыном Отечества», «Литературной газетой», «Славянином» и другими; в 1832 году он сам издавал журнал «Воспоминания». Немало своих сочинений Руссов выпустил в свет отдельными брошюрами и книгами.
Руссов посвятил себя в литературе главным образом разработке словесности и отечественной истории. В области словесности известен преимущественно его «Библиографический каталог Российским писательницам» (СПб., 1826. — 46 с.), где дан краткий перечень писательниц и их произведений. А когда граф Д. И. Хвостов задумал составить и издать словарь русских писателей, Руссов сделался его ревностным сотрудником в этом деле. Кроме поэтических произведений (оды, эпистолы и другие стихотворения), известно несколько статей Руссова, говорящих о филологических попытках автора, направленных к объяснению различных слов в русском языке.

Более известен Руссов по его попыткам, направленным к разработке отечественной истории. Здесь большим успехом стало обнаружение и издание (с переводом на русский язык) в 1824 году «Lex Anglorum et Werinorum hoc est Thoringorum», важнейшего источника по истории варягов, датируемого эпохой Карла Великого. По предложению А. С. Шишкова, в 1834 году Руссов был избран членом Российской академии, поскольку

в своих сочинениях он старался ясными и справедливыми, без всякой стачки и пристрастия, доводами и доказательствами опровергать неблагонамеренное некоторых писателей намерение ложными выдумками и умствованиями искажать бытописания наши, летописи, язык и даже нравственность.

Однако современники в большинстве своём недооценили Руссова. Упомянутый уже А. В. Смирнов посчитал необходимым обратиться к авторитету довольно далёких от истории В. П. Бурнашева и П. А. Плетнёва. По словам первого, Руссов «невольно возбуждал смех своими курьёзными статьями», а второй воспринимал труды Руссова «как материал, занимательный для небольшого числа учёных, обязанных проходить и самые тёмные стези в области их ведения». «Северная пчела» Ф. В. Булгарина писала в 1836 году:

Слог Руссова — чудо. Тредьяковский, Елагин и Емин легко могут принять его за контрафакцию своего стиля — словом, слог Руссова не анахронизм только на Васильевском острове
Согласно новейшим исследованиям, Руссов был настоящим и единственным автором исторических материалов по истории Калужской губернии, опубликованных под заголовками «Летопись Калужская» и «Летопись Калужская от отдаленных времен до 1841 года». Автором этого труда ошибочно считался В. Я. Ханыков. Анализ библиографического описания печатных источников, которыми пользовался Руссов и которые упомянуты в тексте «Летописи Калужской» и примечаниях к ней, показал, что все эти источники были опубликованы до 1840 года. (Руссов умер 20 марта 1842 года).